# Raye Birk
Raye Birk (* 27. Mai 1943 in Flint, Michigan) ist ein US-amerikanischer Schauspieler.

## Leben
Birk studierte Schauspiel und machte 1967 seinen Masterabschluss an der University of Minnesota. Zusammen mit seiner Ehefrau zog er in der Folge durch die Vereinigten Staaten; er unterrichtete Schauspiel an der Southern Methodist University in Dallas und spielte Theater in Oregon, Milwaukee und San Francisco, bevor er sich 1982 in Los Angeles niederließ. Während er weiterhin auf der Theaterbühne tätig war, arbeitete er nun auch an seiner Fernsehkarriere. Bereits Mitte der 1980er Jahre konnte er Gastrollen in zahlreichen erfolgreichen Serienformaten aufweisen, darunter Polizeirevier Hill Street, Remington Steele und Hardcastle & McCormick. Seine Fernsehkarriere setzte sich bis Anfang der 2000er Jahre fort; neben Gastrollen hatte er wiederkehrende Rollen unter anderem in Wunderbare Jahre, Cheers, L.A. Law – Staranwälte, Tricks, Prozesse und Palm Beach-Duo.
Neben seinen über 80 Fernsehrollen war er auch in mehr als einem Dutzend Filmen zu sehen. Bei den meisten seiner Leinwandrollen handelte es sich zwar um kleine Nebenrollen; eine gewisse Bekanntheit erreichte er jedoch auch beim deutschsprachigen Filmpublikum durch seine Rolle des Terroristen Papshmir in den Blockbustern Die nackte Kanone und Die nackte Kanone 33⅓.

## Filmografie (Auswahl)

### Fernsehen
- 1976: Hawaii Fünf-Null (Hawaii Five-0)
- 1984: Polizeirevier Hill Street (Hill Street Blues)
- 1985: Hardcastle & McCormick (Hardcastle and McCormick)
- 1987: Hunter
- 1987: Raumschiff Enterprise – Das nächste Jahrhundert (Star Trek: The Next Generation)
- 1988: Die Schöne und das Biest (Beauty and the Beast)
- 1989: Matlock
- 1992: Hör mal, wer da hämmert (Home Improvement)
- 1992: Picket Fences – Tatort Gartenzaun (Picket Fences)
- 1995: Seinfeld
- 1996: Akte X – Die unheimlichen Fälle des FBI (The X-Files)
- 1996: Emergency Room – Die Notaufnahme (ER)
- 1997: Baywatch – Die Rettungsschwimmer von Malibu (Baywatch)
- 1997: Columbo: Keine Spur ist sicher (A Trace of Murder)
- 1997: Babylon 5
- 2002: Frasier

### Film
- 1984: Angriff ist die beste Verteidigung (Best Defense)
- 1984: Buckaroo Banzai – Die 8. Dimension (The Adventures of Buckaroo Banzai Across the 8th Dimension)
- 1987: Amazonen auf dem Mond oder Warum die Amis den Kanal voll haben (Amazon Women on the Moon)
- 1987: Die diebische Elster (Burglar)
- 1987: Schmeiß’ die Mama aus dem Zug! (Throw Momma from the Train)
- 1988: Die nackte Kanone (The Naked Gun: From the Files of Police Squad!)
- 1991: Doc Hollywood
- 1994: Die nackte Kanone 33⅓ (Naked Gun 33⅓: The Final Insult)
- 1998: Star Trek: Der Aufstand (Star Trek: Insurrection)
- 2005: Factotum
- 2005: Kaltes Land (North Country)
- 2009: A Serious Man